# Live in London (Testament)
Live in London is een liveopname van een concert van Testament dat in november 2005 zowel op cd als dvd verscheen. 
Het concert is onderdeel van een reünietournee, met de oorspronkelijke formatie bestaande uit Chuck Billy, Alex Skolnick, Greg Christian,  Louie Clemente en Eric Peterson. Drumtechnicus John Tempesta begint het concert en wordt later afgewisseld door drummer Louie Clemente, die slechts de helft (of minder) van het concert speelt, omdat hij toen al 13 jaar niet meer had opgetreden.
De band laat vele klassiekers horen en speelt ondanks dat ze een aantal jaren live niet meer zo actief waren alsof ze nooit zijn weggeweest. Vooral de terugkeer van gitarist Alex Skolnick is goed hoorbaar op zowel de cd als de dvd.
Eind 2006 waren er wereldwijd meer dan 500.000 exemplaren van zowel de dvd als de cd verkocht.

## Nummers

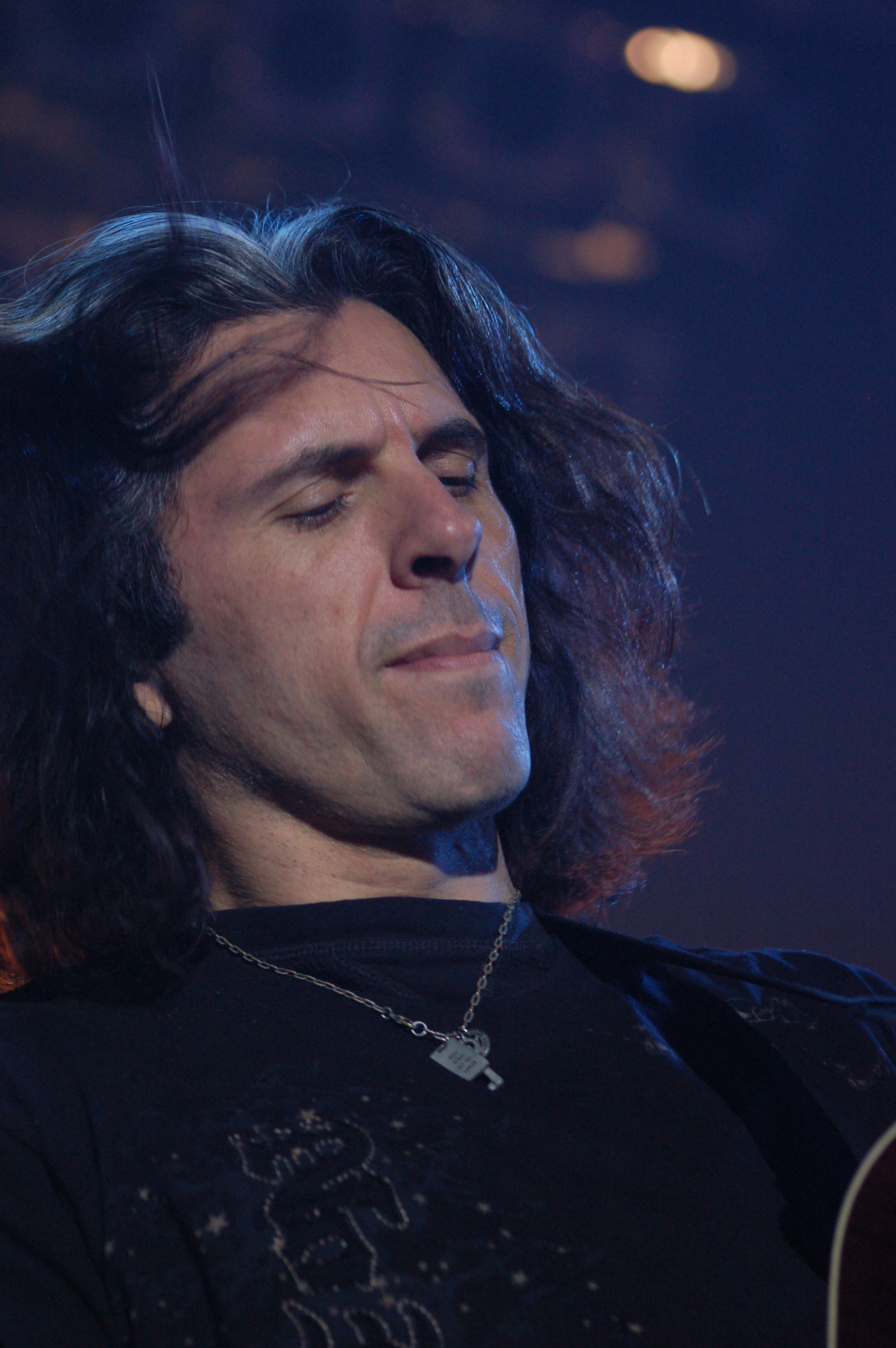
Alex Skolnick live

1. "The Preacher"
2. "The New Order"
3. "The Haunting"
4. "Electric Crown"
5. "Sins of Omission"
6. "Souls of Black"
7. "Into the Pit"
8. "Trial by Fire"
9. "Practice What You Preach"
10. "Let Go of My World"
11. "The Legacy"
12. "Over The Wall"
13. "Raging Waters"
14. "Disciples of the Watch"

## Bandleden
- Chuck Billy: Zang
- Alex Skolnick: Gitaar
- Eric Peterson: Gitaar
- Louie Clemente: Drums
- John Tempesta: Drums
- Greg Christian: Basgitaar